# OVERWERK
Эдмонд Хасцар (англ. Edmond Etien Huszar), более известный как OVERWERK — канадский диджей. Дебютный мини-альбом, выпущенный в ноябре 2011 года, носит название «The Nth º». 12 декабря 2012 года состоялся релиз второго мини-альбома под названием «After Hours».

## Биография

### Происхождение псевдонима
До начала музыкальной карьеры Эдмонд работал с графикой, и его прозвали «overworked» (рус. перегруженный), так как он одновременно работал над большим числом проектов. Эдмонду понравилось это прозвище, и он использовал его в своём псевдониме, но заменил часть «worked» на «werk» в честь группы Kraftwerk — пионеров электронной музыки.
Любимый исполнитель Эдмонда — Daft Punk, в частности такие композиции, как «Voyager», «Veridis Quo», «Digital Love», «Superheroes» и т. д.

## Дискография

### Альбомы
The Nth º (2011)
1. «The Nth º» — 4:52
2. «Alive» — 4:22
3. «Odyssey» — 4:37
4. «Buzzin'» — 5:15
5. «Paradigm» (совместно с Nick Nikon) — 3:48
6. «Contact» — 4:31

After Hours (2012)
1. «Daybreak» — 6:21
2. «Relapse» — 5:20
3. «Signal» — 6:17
4. «Last Call» — 6:00
5. «Night Shift» — 5:41
6. «Waves» — 2:12

Conquer (2013)
1. «Rise» — 06:34
2. «Force» — 05:33
3. «Control» (совместно с Nick Nikon) — 05:01
4. «Conquer» — 05:09

Canon (2015)
1. «Canon» — 04:58 — аранжировка симфонической поэмы «Моя родина. Влтава» Бедржиха Сметаны.
2. «Toccata» — 06:50 — аранжировка токкаты ре минор Иоганна Себастьяна Баха.
3. «Create» — 05:55
4. «Canon Pt. II» — 06:15
5. «Winter» — 07:19

State (2017)
1. «Funeral» — 04:47
2. «Phase» — 03:01
3. «Moments» — 03:15
4. «Reflect» — 01:59 — отсылка на «Matter».
5. «Revival» — 04:13
6. «Need» — 06:04
7. «Calling» — 03:58
8. «Know» — 05:25
9. «Hindsight» — 01:00
10. «Nights» — 03:03
11. «Electricity» — 04:04
12. «Reign» — 04:35

Altered State (2019)
1. «Need (alt)» — 05:13
2. «Reflect (alt)» — 04:59
3. «Moments ft. Black Atlass (alt)» — 05:18
4. «Phase(alt)» — 05:14
5. «Calling ft. Nikon (Gigamesh Remix)» — 04:17
6. «Calling ft. Nikon (Roisto Remix)» — 04:49
7. «Know ft. MARS (Stoto Remix)» — 05:05
8. «Know ft. MARS (Mire. Remix)» — 04:54
9. «Nights (Joris Delacroix Remix)» — 07:29
10. «Electricity (Attlas Remix)» — 06:00

Vessel (2021)
1. «Parallel» — 04:00 — при участии Pilotpriest.
2. «Geist» — 03:33
3. «Presence» — 04:45
4. «Pictures» — 04:10
5. «Bridge» — 02:28
6. «Sence (feat. iKell)» — 04:12
7. «Resonate» — 05:18
8. «Beyond» — 05:39

More (2023)
1. «Us» — 04:14 — при участии Ego Son.
2. «Apart» — 05:55
3. «Of» — 04:44
4. «Something» — 04:00
5. «More» — 05:25

### Синглы
- «House» (совместно с Nick Nikon) (2012)
- «Daybreak» (2012) — использована в рекламе камеры GoPro HERO3[2].
- «12:30» (2013) — аранжировка композиции «Gimme Gimme Gimme» группы ABBA, с отсылкой в названии к первой строке текста песни («Half past twelve…»). Незаконно перевыпущен исполнителем Røagutta под своим именем в 2025 году.
- «Matter» (2013)
- «Exist» (2014)
- «I Feel Better» (совместно с Nick Nikon) (2015)
- «Toccata» (2015)
- «Create» (2015)
- «Move Your Body (Sia Cover)» (совместно с MARS) (2016)
- «Anthology (Daft Punk Tribute)» (2016) — трибьют французской группе Daft Punk.
- «Virtue» (2019)
- «Stars (Calvin Harris Cover)» (2020)
- «Beyond» (2020)
- «Pictures» (2021)
- «Origin» (2021) - состоит из двух частей.
- «Feedback (feat. Jordan Macdonald)» (2022) - состоит из двух версий.
- «US (feat. Ego Son)» (2022)
- «APART» (2023)
- «OF» (2023)
- «SOMETHING» (2023)
- «Ascend (feat. CODEUNIT)» (2024) - состоит из трека «Ascend» и ремикса на «Phase» от CODEUNIT.
- «Archetype» (2024)
- «2 die 4» (feat. Black Atlass) (2025) - состоит из двух версий трека, заимствует мотив композиции «Popcorn»

### Ремиксы
- Chromeo — Night By Night (OVERWERK Remix)
- Flight of the Conchords — Too Many Dicks (OVERWERK Remix)
- Hyper Crush — Werk Me (OVERWERK Remix)
- Mac Graham — Midnight (OVERWERK Remix)
- Wolfgang Gartner — Space Junk (OVERWERK Remix)
- J. Cole — Werk Out (OVERWERK Remix)
- Linkin Park — Faint (OVERWERK Remix)
- Silver Medallion — All I Ask (OVERWERK Remix)
- Gwen Stefani — WYWF (OVERWERK Remix)
- Apashe — I’m Fine (feat. Cherry Lena) (OVERWERK Remix)
- Sia ft. Labrinth — Incredible (OVERWERK Remix)
- Apashe & Wasiu — Human (OVERWERK Remix) - фактически, мэшап оригинального трека «Human» и собственного «Create»

### Другие треки
- «Introducing OVERWERK» (2010)
- «n00b pnw3r» (2010)
- «Pressure» (2014) — вошёл в саундтрек к игре The Sims 4.
- «Hungarian Rhapsody 2» (2019) - доступен только на обратной стороне винила «Virtue»[3], вольная интерпретация «Венгерской рапсодии №2».
- «Tightrope» (2025) - доступен только на обратной стороне винила «More»[4], увеличенная версия трека «Funeral».